# Беннінгштедт
Беннінгштедт (нім. Bönningstedt) — громада в Німеччині, розташована в землі Шлезвіг-Гольштейн. Входить до складу району Піннеберг.
Площа — 12,05 км2. Населення становить 4529 ос. (станом на 31 грудня 2020).

## Географія

### Клімат
| Клімат Беннінгштедта    | Клімат Беннінгштедта | Клімат Беннінгштедта | Клімат Беннінгштедта | Клімат Беннінгштедта | Клімат Беннінгштедта | Клімат Беннінгштедта | Клімат Беннінгштедта | Клімат Беннінгштедта | Клімат Беннінгштедта | Клімат Беннінгштедта | Клімат Беннінгштедта | Клімат Беннінгштедта | Клімат Беннінгштедта |
| Показник                | Січ.                 | Лют.                 | Бер.                 | Квіт.                | Трав.                | Черв.                | Лип.                 | Серп.                | Вер.                 | Жовт.                | Лист.                | Груд.                | Рік                  |
| Середній максимум, °C   | 3,5                  | 4,4                  | 8,0                  | 12,3                 | 17,5                 | 19,9                 | 22,1                 | 22,2                 | 17,9                 | 13,0                 | 7,5                  | 4,6                  | 12,7                 |
| Середня температура, °C | 1,3                  | 1,7                  | 4,4                  | 7,8                  | 12,6                 | 15,4                 | 17,4                 | 17,2                 | 13,6                 | 9,4                  | 5,1                  | 2,5                  | 9,0                  |
| Середній мінімум, °C    | −1,4                 | −1,2                 | 1,1                  | 3,3                  | 7,4                  | 10,5                 | 12,7                 | 12,5                 | 9,6                  | 6,0                  | 2,4                  | 0,0                  | 5,2                  |
| Днів з опадами          | 12                   | 9                    | 11                   | 8                    | 9                    | 11                   | 11                   | 10                   | 10                   | 10                   | 11                   | 12                   | 124                  |
| ----------------------- | -------------------- | -------------------- | -------------------- | -------------------- | -------------------- | -------------------- | -------------------- | -------------------- | -------------------- | -------------------- | -------------------- | -------------------- | -------------------- |
| Джерело: www.yr.no      |                      |                      |                      |                      |                      |                      |                      |                      |                      |                      |                      |                      |                      |